# Pečený čaj

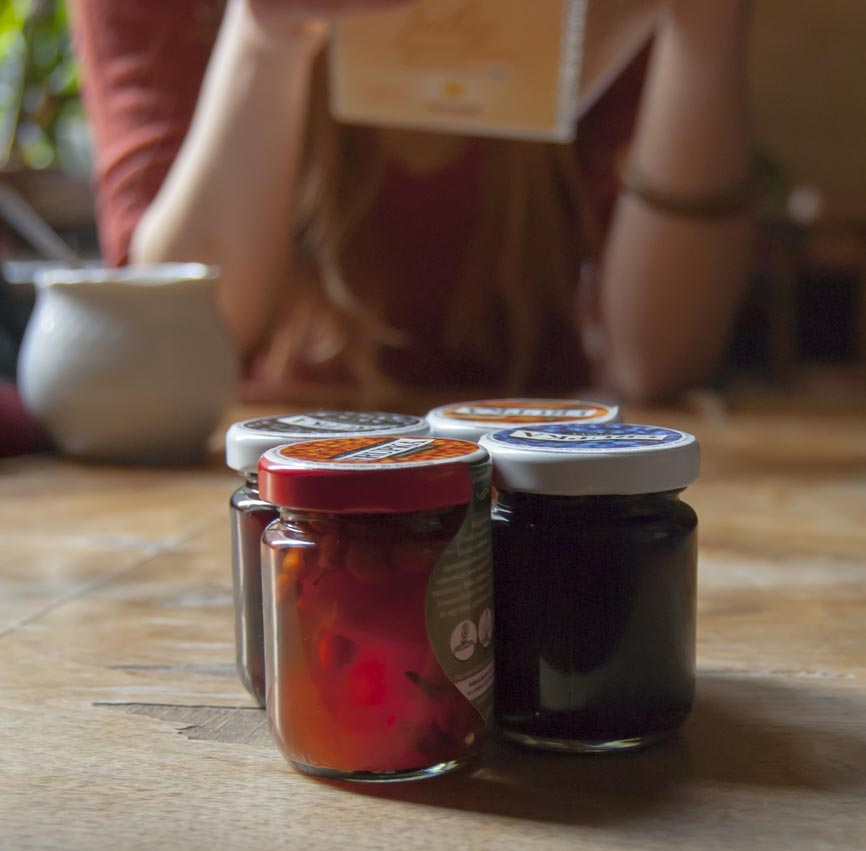
Pečený čaj v zavařovacích sklenicích

Pečený čaj je obvykle horký nápoj připravovaný z ovoce a ovocné šťávy, případně dalších ingrediencí.

## Popis
Samotná směs pro přípravu pečeného čaje se skládá z ovoce, cukru a koření. Užívá se například hřebíčku a skořice. Tyto ingredience se zpracovávají teplem obvykle v pekáči v troubě. S pečeným čajem se můžeme setkat v kavárnách a čajovnách, rozšířená je však rovněž jeho domácí příprava.
Do pečeného čaje se někdy přidává také alkohol, zejména rum. Pečený čaj se připravuje z této směsi jejím zalitím horkou či studenou vodou. Obvykle je zapotřebí nápoj důkladně zamíchat.
Při výrobě domácího pečeného čaje lze experimentovat. Lze použít ovoce naložené v alkoholu, lze přidat silný výtažek z čaje. Použitím více cukernatého ovoce lze omezit použití cukru. Pokud se po upečení naplní zavařovací sklenice směsí, lze takto vyrobený pečený čaj skladovat i několik měsíců.